# Tumegl/Tomils
Tumegl/Tomils (tot 1943 officieel in het Duits Tomils; Reto-Romaans: Tumegl) is een plaats en voormalige gemeente in het Zwitserse kanton Graubünden en maakt sinds 2015 deel uit van de gemeente Domleschg. Van 2009 tot 2015 behoorde het tot de gemeente Tomils.
Tumegl/Tomils telde eind 2007 365 inwoners.